# Arrondissement Cahors
Cahors is een arrondissement van het Franse departement Lot in de regio Occitanie. De onderprefectuur is Cahors.

## Kantons
Het arrondissement was tot 2014 samengesteld uit de volgende kantons:
- kanton Cahors-Nord-Est
- kanton Cahors-Nord-Ouest
- kanton Cahors-Sud
- kanton Castelnau-Montratier
- kanton Catus
- kanton Cazals
- kanton Lalbenque
- kanton Lauzès
- kanton Limogne-en-Quercy
- kanton Luzech
- kanton Montcuq
- kanton Puy-l'Évêque
- kanton Saint-Géry

Na de herindeling van de kantons bij decreet van 13 februari 2014, met uitwerking op 22 maart 2015, omvat het arrondissement volgende kantons:
- kanton Cahors-1
- kanton Cahors-2
- kanton Cahors-3
- kanton Causse et Bouriane  (deel: 16/30)
- kanton Causse et Vallées  (deel: 10/44)
- kanton Luzech
- kanton Marches du Sud-Quercy
- kanton Puy-l'Évêque  (deel: 19/25)